# 猪津站
豬津站（：／ Jejin yeok */?）是位于韩国江原道高城郡縣内面豬津里的一个铁路车站，属于东海北部线。本站以北便是朝鲜半岛军事分界线，站內設有南北出入事務所以控朝鲜和韩国間人員進出。
2006年3月15日修复完成，2007年5月17日和朝鲜合作进行首次试运行。但迄今尚無定期班次列車運行。

## 车站信息
- 地址：江原道高城郡
- 站台结构：1台2线 岛式站台

## 历史
- 1950年车站的前身草邱站停用。
- 2006年3月15日 - 落成使用。

## 相鄰車站
韓國鐵道公社
東海北部線
猪津－鑑湖

## 另見
- 都羅山站